# Lau Tawar
Lau Tawar is een bestuurslaag in het regentschap Dairi van de provincie Noord-Sumatra, Indonesië. Lau Tawar telt 1236 inwoners (volkstelling 2010).